# Luigi Zinzani
Luigi Zinzani (Faenza, 9 de septiembre de 1924 - 25 de julio de 2007) fue un piloto de motociclismo italiano, que compitió en el Campeonato del Mundo de Motociclismo, desde 1949 hasta 1953.

## Resultados en el Campeonato del Mundo de Motociclismo
Sistema de puntuación en 1949:
| Posición | 1.º | 2.º | 3.º | 4.º | 5.º | Vuelta rápida |
| Puntos   | 10  | 8   | 7   | 6   | 5   | 1             |

Sistema de puntuación desde 1950 hasta 1968:
| Posición | 1.º | 2.º | 3.º | 4.º | 5.º | 6.º |
| Puntos   | 8   | 6   | 4   | 3   | 2   | 1   |

(carreras en cursiva indica vuelta rápida)
| Año  | Clase | Equipo     | 1       | 2     | 3     | 4     | 5     | 6     | 7     | 8       | 9     | Pts. | Pos. |
| ---- | ----- | ---------- | ------- | ----- | ----- | ----- | ----- | ----- | ----- | ------- | ----- | ---- | ---- |
| 1949 | 125cc | MV Agusta  |         | SUI - | ULS - | NAT 8 |       |       |       |         |       | 0    | -    |
| 1950 | 125cc | Morini     |         | NED - |       | ULS - | NAT 3 |       |       |         |       | 4    | 5.º  |
| 1951 | 125cc | Moto Guzzi | ESP Ret |       | IOM - |       | NED 2 |       |       | NAT 3   |       | 10   | 4.º  |
| 1952 | 125cc | Morini     |         | IOM - | NED 3 |       | GER 6 | ULS - | NAT 4 | ESP 6   |       | 9    | 5.º  |
| 1953 | 125cc | MV Agusta  | IOM -   | NED 4 |       | GER - |       | ULS - | SUI - | NAT Ret | ESP - | 3    | 11.º |